# Ферваш
Ферва́ш (фр. Fervaches) — колишній муніципалітет у Франції, у регіоні Нормандія, департамент Манш. Населення — 384 осіб (2011).
Муніципалітет був розташований на відстані близько 260 км на захід від Парижа, 60 км на захід від Кана, 14 км на південь від Сен-Ло.

## Історія
До 2015 року муніципалітет перебував у складі регіону Нижня Нормандія. Від 1 січня 2016 року належав до нового об'єднаного регіону Нормандія.
1 січня 2016 року Ферваш і Тессі-сюр-Вір було об'єднано в новий муніципалітет Тессі-Бокаж.

## Демографія
Динаміка населення (Insee ):
Розподіл населення за віком та статтю (2006):
| Стать | Всього | До 15 років | 15-24 | 25-44 | 45-64 | 65-85 | Понад 85 |
| --- | ------ | ----------- | ----- | ----- | ----- | ----- | -------- |
| Чоловіки | 152    | 16          | 20    | 52    | 32    | 32    | 0        |
| Жінки | 191    | 39          | 28    | 44    | 32    | 40    | 8        |
| \| Статево-вікова піраміда \| Статево-вікова піраміда \| Статево-вікова піраміда \| \| ----------------------- \| ----------------------- \| ----------------------- \| \| Чоловіки \| Вік \| Жінки \| \| 0 \| 85 + \| 8 \| \| 4 \| 80-84 \| 8 \| \| 16 \| 75-79 \| 16 \| \| 8 \| 70-74 \| 12 \| \| 4 \| 65-69 \| 4 \| \| 0 \| 60-64 \| 8 \| \| 8 \| 55-59 \| 4 \| \| 12 \| 50-54 \| 16 \| \| 12 \| 45-49 \| 4 \| \| 16 \| 40-44 \| 16 \| \| 16 \| 35-39 \| 8 \| \| 4 \| 30-34 \| 4 \| \| 16 \| 25-29 \| 16 \| \| 8 \| 20-24 \| 12 \| \| 12 \| 15-20 \| 16 \| \| 0 \| 10-14 \| 8 \| \| 4 \| 5-9 \| 8 \| \| 12 \| 0-4 \| 23 \| |        |             |       |       |       |       |          |
| Статево-вікова піраміда |        |             |       |       |       |       |          |
| Чоловіки | Вік    | Жінки       |       |       |       |       |          |
| 0 | 85 +   | 8           |       |       |       |       |          |
| 4 | 80-84  | 8           |       |       |       |       |          |
| 16 | 75-79  | 16          |       |       |       |       |          |
| 8 | 70-74  | 12          |       |       |       |       |          |
| 4 | 65-69  | 4           |       |       |       |       |          |
| 0 | 60-64  | 8           |       |       |       |       |          |
| 8 | 55-59  | 4           |       |       |       |       |          |
| 12 | 50-54  | 16          |       |       |       |       |          |
| 12 | 45-49  | 4           |       |       |       |       |          |
| 16 | 40-44  | 16          |       |       |       |       |          |
| 16 | 35-39  | 8           |       |       |       |       |          |
| 4 | 30-34  | 4           |       |       |       |       |          |
| 16 | 25-29  | 16          |       |       |       |       |          |
| 8 | 20-24  | 12          |       |       |       |       |          |
| 12 | 15-20  | 16          |       |       |       |       |          |
| 0 | 10-14  | 8           |       |       |       |       |          |
| 4 | 5-9    | 8           |       |       |       |       |          |
| 12 | 0-4    | 23          |       |       |       |       |          |

## Економіка
2010 року серед 248 осіб працездатного віку (15—64 років) 195 були активними, 53 — неактивними (показник активності 78,6%, у 1999 році було 73,6%). З 195 активних мешканців працювали 182 особи (97 чоловіків та 85 жінок), безробітними було 13 (6 чоловіків та 7 жінок). Серед 53 неактивних 18 осіб було учнями чи студентами, 19 — пенсіонерами, 16 були неактивними з інших причин.

У 2010 році в муніципалітеті числилось 156 оподаткованих домогосподарств, у яких проживали 399,5 особи, медіана доходів виносила 17 144 євро на одного особоспоживача